# Esmeraldino Bandeira
Esmeraldino Olímpio Torres Bandeira (Recife, 27 de fevereiro de 1865 — Rio de Janeiro, 1928) foi um professor e político brasileiro.
Matriculou-se na Faculdade de Direito do Recife em 1885, e em 1889 recebeu o grau de bacharel em ciências jurídicas e sociais. Republicano histórico, logo ao formar-se foi oficial maior da Secretaria do Governo do Estado de Pernambuco; deputado estadual de 1893 a 1895; procurador-geral da República no governo de Prudente de Morais; prefeito do Recife de 1898 a 1902; deputado federal em várias legislaturas; e ministro da Justiça do Governo Nilo Peçanha.
Foi professor de direito criminal da Faculdade de Direito do Rio de Janeiro.